# 제프리 캐천버그
제프리 카젠버그(Jeffrey Katzenberg, 1950년 12월 21일 ~ )는 미국의 영화 제작자이자 기업인이다. 드림웍스 애니메이션의 최고 경영자로 잘 알려져 있다.

## 참여 작품

### 영화
- 스타 트렉 (영화)
- 타란의 대모험
- 위대한 명탐정 바실
- 비버리 힐의 낮과 밤
- 뉴욕 세 남자와 아기
- 누가 로저 래빗을 모함했나
- 올리버와 친구들
- 인어공주 (1989년 영화)
- 코디와 생쥐 구조대
- 미녀와 야수 (1991년 영화)
- 알라딘 (1992년 영화)
- 팀 버튼의 크리스마스 악몽
- 라이온 킹
- 포카혼타스 (1995년 영화)
- 개미 (영화)
- 이집트 왕자
- 아메리칸 뷰티
- 엘도라도 (2000년 영화)
- 치킨 런
- 이집트 왕자 2: 요셉 이야기
- 슈렉
- 스피릿 (2002년 영화)
- 신밧드: 7대양의 전설
- 슈렉 2
- 샤크 (2004년 영화)
- 마다가스카
- 월리스와 그로밋: 거대 토끼의 저주
- 헷지
- 플러쉬 (2006년 영화)
- 슈렉 3
- 꿀벌 대소동
- 쿵푸 팬더
- 마다가스카 2
- 몬스터 vs 에이리언
- 아더와 미니모이 3: 두 세계의 전쟁
- 드래곤 길들이기 (2010년 영화)
- 슈렉 포에버
- 메가마인드
- 쿵푸 팬더 2
- 장화 신은 고양이 (2011년 영화)
- 마다가스카 3: 이번엔 서커스다!
- 가디언즈 (영화)
- 크루즈 패밀리
- 터보 (영화)
- 천재 강아지 미스터 피바디
- 드래곤 길들이기 2
- 마다가스카의 펭귄 (영화)
- 홈 (2015년 영화)
- 쿵푸 팬더 3
- 트롤 (2016년 영화)
- 보스 베이비
- 캡틴 언더팬츠 (영화)

### 텔레비전
- 프라이드의 아버지